# Ladik Katalin
Ladik Katalin (Újvidék, Magyar Királyság, 1942. október 25. –) jugoszláv–magyar költő, performer, színésznő. Az elmúlt húsz évben[mikor?] felváltva élt és dolgozott Újvidéken, Budapesten és a horvátországi Hvar szigetén. Írott verseivel párhuzamosan hangkölteményeket és vizuális (konkrét) verseket alkot, performanszokat, kísérleti zenét és hangjátékokat ír és ad elő. Performer és kísérleti művész is (mail art, happeningek, kísérleti színdarabok szerzője). A nyelvet vizuális és vokális kifejezéseken, valamint mozgáson és gesztusokon keresztül vizsgálja. Munkái között szerepelnek kollázsok, fotográfiák, lemezek, performanszok és happeningek városi és természeti környezetben egyaránt.

## Életrajza
Munkáscsaládba született, édesapja analfabéta volt. Bevallása szerint 11 éves korában kezdett verseket írni. 1961 és 1963 között az Újvidéki Gazdasági Középiskolában tanult. Ezt követően 1964 és 1966 között az újvidéki Drámai Stúdió (Dramski Studio) színésziskolába járt.
1961 és 1963 között banktisztviselőként, asszisztensként dolgozott. 1963 és 1977 között az Újvidéki Rádióban dolgozott. 1974-ben csatlakozott az újonnan alapított Újvidéki Színházhoz, a társulatnak 1977-ben állandó tagja lett, 1992-ig.
1974 óta elsősorban drámai szerepekben keltett figyelmet. Az évek során tévéfilmekben és filmekben is játszott kisebb-nagyobb szerepeket. Az Élet és Irodalom (1993-94) és a Cigányfúró (1994-99) című irodalmi folyóiratok versrovatát vezette. 1993 és 1998 között a HangÁr hang- és színművészeti oktatási központ tanára.
A délszláv háború alatt települt át Magyarországra. Három házasságából egy fia született.
Tagja a Magyar Írószövetségnek, a Szépírók Társaságának, a Magyar Alkotóművészek Országos Egyesületének, és a Magyar PEN Clubnak.

## Költészete
Ladik Katalin 1962 után vált ismertté szürreális és erotikus verseivel. Számos magyar nyelvű könyve mellett verskötetei jelentek meg Jugoszláviában, Franciaországban, Olaszországban, az Egyesült Államokban. Verseit világszerte közölték különböző folyóiratokban és antológiákban, spanyol, német, lengyel, bolgár, bolgár, szlovák, hindi, kínai, indonéz, román, macedón, orosz és szlovén nyelvre lefordítva. Gyűjteményes kötetei jelentek meg az utolsó két évben Szerbiában és Horvátországban.

## Prózája
Első regénye Élhetek az arcodon? címmel 2007-ben jelent meg a Nyitott Könyvműhely kiadásában. A magyar avantgárd irodalom kiemelkedő művének tartják. Részben önéletrajzi ihletésű, részben önreflexív. A regényben valóság és fikció, próza és költészet váltakozik, olykor átvált prózaverses stílusra. Fő célközönsége a művésztársadalomnak az a része, amelyik fogékony az ezoterikus utalásokra. A könyv három nőről szól: a Budapesten élő Szerkesztőről, a Művésznőről és az Újvidéken élő Üvegesnőről, akik mindannyian ugyanazt a nevet viselik. A közös név meghatározza az életüket. Kezdetben nem tudnak egymásról, de a könyv során életük fokozatosan összefonódik. Miután megismerik egymást, elkezdik egymás életét élni, ami örökre megváltoztat számukra mindent. A könyv egyik különlegessége az egyedülállóan gazdag szöveges dokumentáció (levelek, újságcikkek, plakátok) és a rengeteg fotó. Szerb fordításban nemrég jelent meg Szerbiában.

## Díjai
Számos díjat kapott, többek között Kassák Lajos-díjat (1991), a hollandiai Mikes Kelemen Kör (Mikes International) díját (2000), a József Attila-díjat (2001), a Mediawave Párhuzamos Kultúra Díját (2003), a Szerb Köztársaság Nemzeti Kulturális Díját (2009), és Magyarország Babérkoszorúja díját (2012).
2015-ben a Fiatal Művészek Stúdiója Egyesület (Magyarország) Herczeg Klára-díjának senior fokozatát télték oda neki.
2016-ban Yoko Ono neki ítélte a Lennon Ono Békedíjat olyan művészek mellett, mint Ai Wei Wei, Anish Kapoor és Olafur Eliasson.
2017-ben Artisjus irodalmi díjat kapott A víz emlékezete című verseskötetéért.
Ugyanabban az évben Janus Pannonius Filius Ursae-díjat kapott " az aktuális irodalmi kánonokkal szembeni dacos, provokatív és konfrontatív" irodalmi életművéért.
2019-ben Pro Urbe Ferencváros díjat kapta a ferencvárosi önkormányzattól.
2020-ban Hazám-díjat kapott életműve elismeréseként 
2021-ben kulturális érmet kapott a Miloš Crnjanski Központtól az életművéért.
Ugyanebben az évben a Vajdasági Írók Társasága által szervezett 16. Újvidéki Nemzetközi Irodalmi Fesztivál Újvidéki Nemzetközi Irodalmi Díjat adományozta neki.
2022-ben a Magyar Érdemrend Tisztikeresztjével tüntették ki.

## Kötetei

### Eredeti nyelven
- Ballada az ezüstbicikliről | versek | magyar nyelven | hanglemez-melléklettel | Forum, Újvidék, 1969
- Elindultak a kis piros bulldózerek | versek | magyar nyelven | Forum, Újvidék, 1971
- Mesék a hétfejű varrógépről | versek | magyar nyelven | Forum, Újvidék, 1978
- Ikarosz a metrón | versek | magyar nyelven | Forum, Újvidék, 1981
- A parázna söprű. Erotikus versek – Bludna metla | versek | magyar és szerb nyelven | Forum, Újvidék, 1984
- Kiűzetés. Válogatott versek | versek | magyar nyelven | Magvető, Budapest, 1988
- Jegyesség | versek | magyar nyelven | Fekete Sas – Orpheusz, Budapest, 1994
- A négydimenziós ablak | versek | magyar nyelven | Fekete Sas, Budapest, 1998
- Fűketrec. Bestiárium | versek | magyar nyelven | Orpheusz, Budapest, 2004
- Élhetek az arcodon? | próza | magyar nyelven | Nyitott Könyvműhely, Budapest, 2007
- Belső vízözön | versek | magyar nyelven | Parnasszus, Budapest, 2011
- Ladik Katalin legszebb versei | versek | magyar nyelven | AB-ART, Pozsony, 2012
- A víz emlékezete. Versek; Pesti Kalligram, Budapest, 2016
- Lösz. Képek, versek; zEtna, Zenta, 2019
- Idővitorla. Válogatott versek (1962–2022); Forum, Novi Sad, 2022
- Béranya versek; Tipp-Kult Kft., Budapest, 2022

### Fordításban
- Poesie Erotiche (Erotikus versek) | versek | olasz nyelven | fordította és válogatta: Giacomo Scotti | La Sfinge, Nápoly, 1983
- Erogen Zoon | versek | szerb nyelven | fordította: Ladik Katalin, Selimir Radulović, Judita Šalgo, Arpad Vicko | Književna Zajednica Novog Sada, Újvidék, 1987
- Stories of the Seven-Headed Sewing Machine (Mesék a hétfejű varrógépről) | versek | angol nyelven | fordította: Emöke Z. B’Racz | New Native Press, Sylva, 1992
- Poèmes (Versek) | versek | francia nyelven | válogatta: Papp Tibor | fordította: Katalin Kluge, Tardos Tibor | CipM / Spectres Familiers, Marseille, 1999
- Ikarova senka (Ikarosz árnyéka) | versek | szerb nyelven | fordította: Ladik Katalin, Selimir Radulović, Judita Šalgo, Arpad Vicko, Draginja Ramadanski | Orpheus, Újvidék, 2004
- Stories of the Seven-Headed Sewing Machine (Mesék a hétfejű varrógépről) | versek | angol nyelven | fordította: Emöke Z. B’Racz | Burning Bush Press, Asheville, 2005
- Engagement (Jegyesség) | versek | angol nyelven | fordította: Emöke Z. B’Racz | Burning Bush Press, Asheville, 2006
- Kavez od trave (Fűketrec) | versek | horvát nyelven | fordította: Kristina Peternai | Matica Hrvatska, Eszék, 2007
- Poems (Versek)| versek; "Miloš Crnjanski" Vajdasági Kulturális Központ, Novi Sad, 2022
- Mogu li da živim na tvom licu : romaneskna životna priča (Élhetek az arcodon: regényes élettörténet); (Re) konekcija, Novi Sad, 2021
- Raspjevane žeravice : izbrane pjesme (Éneklő parázs : válogatott versek: 1962-1982); |DAF, Zágráb, 2022

### E-könyvek
- Fűketrec | versek | magyar nyelven | Mikes International, Hága, 2003 | letölthető, pdf formátum
- Fűketrec | versek | magyar nyelven | Magyar Elektronikus Könyvtár (MEK), 2003 | letölthető, többféle formátum
- A négydimenziós ablak | versek | magyar nyelven | Magyar Elektronikus Könyvtár (MEK), 2004 | letölthető, többféle formátum
- Ikarosz biciklijén | versek | magyar nyelven | Magyar Elektronikus Könyvtár (MEK), 2004 | letölthető, többféle formátum
- Kiűzetés ~ Jegyesség | versek | magyar nyelven | Magyar Elektronikus Könyvtár (MEK), 2004 | letölthető, többféle formátum
- A négydimenziós ablak | versek | magyar nyelven | Mikes International, Hága, 2004 | letölthető, pdf formátum
- Kiűzetés ~ Jegyesség | versek | magyar nyelven | Mikes International, Hága, 2004 | letölthető, pdf formátum
- Ikarosz biciklijén | versek | magyar nyelven | Mikes International, Hága, 2004 | letölthető, pdf formátum
- Engagement (Jegyesség) | versek | angol nyelven | Firefly Inx, Asheville, 2012 |
- Stories of the Seven-Headed Sewing Machine (Mesék a hétfejű varrógépről) | versek | angol nyelven | Firefly Inx, Asheville, 2012 |
- Milyen ízű vagyok? Erotikus versek | versek | magyar nyelven | A hónap könyve, Szentendre, 2012 |  Archiválva 2024. április 19-i dátummal a Wayback Machine-ben

## Diszkográfia

### Hangköltészet
- Ballada az ezüstbicikliről | hanglemez | az azonos című verseskötet melléklete | Forum, Újvidék, 1969
- Phonopoetica | kislemez | Galerija Studentskog kulturnog centra, Belgrád, 1976
- Poesie Sonore Internationale (Nemzetközi hangköltészet) | audiokazetta | hangköltészeti antológia, Párizs, 1979
- La Nouvelle Revue d’Art Moderne, special 2. (A Modern Művészet Lapja) | audiokazetta | Rencontres Internationales de Poésie Sonore nemzetközi hangköltészeti találkozó, Párizs, 1980
- Adriano Spatola: Baobab Femme | audiokazetta | hangköltészeti folyóirat antológiája, Publiart Bazar Regio Emilia, 1982
- Yugoslavian Sound Poetry (Jugoszláviai hangköltészet) | audiokazetta | hangköltészeti antológia, 1987
- Hangár / Hangar | audiokazetta | hangköltemény antológia, Amszterdam – Budapest, 1987
- Aki darazsakról álmodik | nagylemez | a Furcsa, aki darazsakról álmodik című hangjáték alapján | Radio Novi Sad, Újvidék, 1988
- Spiritus Noister: Nemzeti zajzárványok / National Noise-Inclusions | audiokazetta | Bahia Music, Budapest, 1996
- Vajdasági Magyar Zenei Esték / Vojvodina Hungarian Music Evenings 1988 | CD | JMMT, Újvidék, 1998
- Vízisámán / Water Shaman | CD | Budapest, 1999
- Spiritus Noister – Kurt Schwitters: Ursonate (Ős-szonáta) | CD | Hungaroton, Budapest, 2003
- Vodeni anđeo / Water Angel (Víziangyal) | CD | Nova Misao, Újvidék, 2011
- Phonopoetics | Vinyl, LP | Alga Marghen (Milano), az acb Galériával (Budapest) koprodukcióban Milano, 2019 [7]
- Angels | Vinyl, LP | Alga Marghen (Milano), koprodukcióban az acb Galériával (Budapest) Milano, 2021 [8]

### Zene (Kísérleti zene,dzsessz)
Énekesként Ladik Katalin a horvát, szerb és magyar kortárs zeneszerzők kiemelkedő egyéniségeivel működött együtt. Ide tartozik Dubravko Detoni, Branimir Sakač és Milko Kelemen (1971-73, ACEZANTEZ együttes); Király Ernő (1963-2002); Dušan Radić (Oratorio Profano, 1979); Boris Kovač (1986-1990); Deže Molnar (1989-91); Sőrés Zsolt (más néven Ahad) és Kovács Zsolt (1996-, Spiritus Noister).
- Ernő Király | LP | Udruženje Kompozitora Vojvodine, Újvidék, 1978
- Boris Kovač: Ritual Nova I | LP | Symposion Records, Overstrand, 1986
- Boris Kovač: Ritual Nova II | CD | Recommended Records, London, 1989
- Ernő Király – Spectrum | CD | Autobus, Párizs, 1999
- Deže Molnar: Weird Garden | CD | vokál az első számban (Water Clock) | Studentski Kulturni Centar Novi Sad, 2010

## Hangköltészeti előadások és felolvasások

### Hangköltészete, hangoskönyvei az interneten
- Fűketrec | hangköltemények | magyar nyelven | Magyar Elektronikus Könyvtár (MEK), 2003 | letölthető, mp3 formátum
- A négydimenziós ablak | hangköltemények | magyar nyelven | Magyar Elektronikus Könyvtár (MEK), 2004 | letölthető, mp3 formátum
- Ikarosz biciklijén | hangköltemények | magyar nyelven | Magyar Elektronikus Könyvtár (MEK), 2004 | letölthető, mp3 formátum
- Kiűzetés – Jegyesség | hangköltemények | magyar nyelven | Magyar Elektronikus Könyvtár (MEK), 2004 | letölthető, mp3 formátum

### Előadások (válogatás)
2011
- Négy fekete ló mögöttem repül; Jégmadár; részletek a Belső vízözön című kötetből | felolvasás | Dzsudi Remake est, Merlin Színház, Budapest | videó

## Performanszai

### Performanszok,happeningek, akciók

#### 60-as, 70-es évek
1968
- Budapest, Szentendre – Magyarország | UFO | Szentjóby Tamás, Erdély Miklós, Ladik Katalin | happening

 1970
- Belgrád – Szerbia | Pozorište Atelje 212, Podrum teatar (Atelje 212 Színház, Pinceszínpad) | performansz
- Zágráb – Horvátország | Žanr Festival eksperimentalnog filma (Kísérleti filmek zágrábi fesztiválja) | performansz
- Budapest – Magyarország | József Attila Művelődési Központ | Balaskó Jenővel | irodalmi performansz
- Belgrád – Szerbia | Dom Omladine (Ifjúsági Központ) | performansz
- Temerin – Szerbia | performansz

 1971
- Bačka Topola (Topolya) – Szerbia | UFO Party | performance
- Samobor (Szamobor) – Horvátország | Samoborski Fašnik (Samobori farsang) | Eros sa ovogu svijeta (Erósz a világban) | UFO Party | performansz
- Biograd na Moru – Horvátország | UFO Party | performansz
- Zágráb – Horvátország | Studentski Centar (Egyetemista Kultúrközpont) | performansz
- Belgrád – Szerbia | Dom Omladine (Ifjúsági Központ) | performansz
- Zágráb – Horvátország | Teatar Poezije Zagreb (Zágrábi Költészeti Színház) | Četvrta dimenzija kutije (A doboz negyedik dimenziója) | performansz

 1972
- Osijek (Eszék) – Horvátország | Annale Komorne Opere i Baleta (Eszéki opera- és balettszemle) | performansz
- Zágráb – Horvátország | Teatar ITD (ITD Színház) | performansz
- Novi Sad (Újvidék) – Szerbia | Tribina Mladih (Ifjúsági Tribün) | performansz
- Belgrád – Szerbia | Studentski Kulturni Centar (Egyetemista Kultúrközpont) | Festival Expanded Media (Kibővített Média Fesztivál) | performansz
- Balatonboglár – Magyarország | Kápolna Galéria | Bosch+Bosch csoport | performansz

1974
- Belgrád – Szerbia | Studentski Kulturni Centar (Egyetemista Kultúrközpont) | Festival Expanded Media (Kibővített Média Fesztivál) | performansz

1975
- Zágráb – Horvátország | Galerija Studentskog Centra (Egyetemista Központ Galériája) | Eksperimenti u jugoslovenskoj umjetnosti (Jugoszláv Művészeti Kísérletek) | Bosch+Bosch csoport | performansz
- Belgrád – Szerbia | Studentski Kulturni Centar (Egyetemista Kultúrközpont) | Festival Expanded Media (Kibővített Média Fesztivál) | Ljubavi, Singer (Szerelmem, Singer) | performansz
- Novi Sad (Újvidék) – Szerbia | Tribina Mladih (Ifjúsági Tribün) | Change Art | akció
- Novi Sad (Újvidék) – Szerbia | Spuštanje Novog Sada niz reku Dunav (Újvidék leeresztése a Dunán) | akció

1976
- Belgrád – Szerbia | Studentski Kulturni Centar (Egyetemista Kultúrközpont) | Festival Expanded Media (Kibővített Média Fesztivál) | Change Art | akció
- Zágráb – Horvátország | Galerija Suvremene Umjetnosti (Kortárs Művészetek Galériája) | performansz

1977
- Zrenjanin (Nagybecskerek) – Szerbia | Kulturni Centar (Kultúrközpont) | Poezija, fonična i vizuelna poezija Katalin Ladik (Ladik Katalin költészete, valamint hang- és vizuális költészete)
- Krakkó – Lengyelország | Phonopoetica | performansz
- Zágráb – Horvátország | Informativni Centar (Információs Központ) | Phonopoetica | Vujica R. Tucić-csal | performansz
- Amszterdam – Hollandia | Stedelijk Museum | Tekst in Geluid (A Szöveg Hangban) | performansz
- Belgrád – Szerbia | Studentski Kulturni Centar (Egyetemista Kultúrközpont) Phonopoetica | performansz

1978
- Kranj – Szlovénia | Prešernovo Gledališče (Prešeren Színház) | performansz
- Szarajevó – Bosznia-Hercegovina | Ifjúsági Színpad | Pozorište Mladih, Festival Malih i Eksperimentalnih Scena (Szarajevói kis- és kísérleti színpadok fesztiválja | Četvrta dimenzija – krik (Negyedik dimenzió – Sikoly) | performansz
- Novi Sad (Újvidék) – Szerbia | Tribina Mladih (Ifjúsági Tribün) | Pesnički maraton (Költészeti Maraton) | performansz
- Novi Sad (Újvidék) – Szerbia | Studentski Klub ‘Sonja Marinković’ (‘Sonja Marinković’ egyetemista klub) | Čudak je ko čekiće sanja (Furcsa, aki kalapácsokról álmodik) | performansz
- Würzburg – Németország | Handpresse Galerie (Kézisajtó grafikai műhely képtára) | Randkunst – Kunstrand (Peremművészet – Művészetperem) | performansz
- Novi Sad (Újvidék) – Szerbia | Narodna biblioteka (Nemzeti Könyvtár) | Umetnost se ne ponavlja, ne ponavlja, ne ponavlja... (A művészet nem ismétli magát, nem ismétli magát, nem ismétli magát...) | performansz
- Zágráb – Horvátország | Galerija Suvremene Umjetnosti (Kortárs Művészetek Galériája) | Nova umjetnička praksa 1966-1978 (Új Művészeti Gyakorlat 1966-1978) | performansz

1979
- Subotica (Szabadka) – Szerbia | Dom Omladine (Ifjúsági Központ) | Az éneklő varrógép | Király Zsolttal | performansz
- Novi Sad (Újvidék) – Szerbia | Tribina Mladih (Ifjúsági Tribün) | The Screaming Hole (A sikoltozó lyuk) | performansz
- Amszterdam – Hollandia | One World Poetry (Költészeti világfesztivál) | performansz
- Utrecht – Hollandia | ‘T Hoogt Galerie (‘T Hoogt Galéria) | One World Poetry (Költészeti világfesztivál) | performansz
- Novi Sad (Újvidék) – Szerbia | Tribina Mladih (Ifjúsági Tribün) | Mesék a hétfejű varrógépről | performansz

#### 80-as, 90-es évek
1980
- Párizs – Franciaország | Centre Georges Pompidou (Pompidou Központ) | Rencontres Internationales de Poésie Sonore (Nemzetközi Hangköltészeti Fesztivál) | performansz
- Le Havre – Franciaország | Maison de la Culture du Havre (Le Havre Kulturális Központ) | Rencontres Internationales de Poésie Sonore (Nemzetközi Hangköltészeti Fesztivál) | performansz
- Rennes – Franciaország | Maison de la Culture de Rennes (Rennes Kulturális Központ) | Rencontres Internationales de Poésie Sonore (Nemzetközi Hangköltészeti Fesztivál) | performansz
- New York – USA | Washington Square Church, The New Wilderness Foundation | International Sound Poetry Festival (Nemzetközi Hangköltészeti Fesztivál) | performansz
- Baltimore – USA | School 33 Art Center (School 33 Művészeti Központ) | The Merzaum Collective’s Desire Productions Present (A Merzaum Közösség Desire Productions prezentálásában) | International Festival of Disappearing Art(s) (Az Eltűnő-Művészet(ek) Nemzetközi Fesztiválja) | performansz
- Gyula – Magyarország | Várszínház, Lovagterem | Alice | performansz
- Belgrád – Szerbia | Salon Muzeja Savremene Umetnosti (Kortárs Művészetek Múzeuma Szalon) | Orman koji ubrizgava | performansz

1982
- Budapest – Magyarország | Stúdió ‘K’ Jókai Művelődési Központ: "Ladik Katalin újvidéki költő és előadóművész szerzői estje" | performansz
- Novi Sad (Újvidék) – Szerbia | Petőfi Sándor Kulturális Központ | Telepi esték – Ladik Katalin szerzői estje | Tolnai Ottóval és Király Zsolttal | performansz
- Budapest – Magyarország | Fiatal Művészek Klubja | Ladik Katalin szerzői estje | Erdély Miklóssal, Beke Lászlóval és Király Zsolttal | performansz
- Budapest – Magyarország | Stúdió ‘K’ Jókai Művelődési Központ | Ladik Katalin szerzői és előadói estje | Erdély Miklóssal, Beke Lászlóval és Király Zsolttal | performansz
- Belgrád – Szerbia | Muzej Savremene Umetnosti (Kortárs Művészetek Múzeuma) | Verbo-Voko-Vizuelno (Hangköltészet) | Judita Šalgóval | performansz
- Osijek (Eszék) – Horvátország | Studentski Centar Mladih (Egyetemista és Ifjúsági Központ) | Osiječko ljeto (Eszéki Nyár) | Čudak je ko čekiće sanja (Furcsa, aki kalapácsokról álmodik) | performansz
- Belgrád – Szerbia | Dom Omladine (Ifjúsági Központ) | Ikar u metrou (Ikarosz a metrón) | Judita Šalgóval és Selimir Radulović-csal | performansz
- Belgrád – Szerbia | Dom Omladine (Ifjúsági Központ) | Beogradsko leto (Belgrádi Nyár) | Ufo Party | performansz
- Kanjiža (Magyarkanizsa) – Szerbia | Književna Kolonija (Írótábor) | Konkretna i vizuelna poezija (Konkrét és Vizuális Költészet) | Bob Cobbinggal és Vujica R. Tucić-csal | performansz
- Novi Sad (Újvidék) – Szerbia | Istarski kej 37. sp. 8. st. Rade Šević | Sound Poetry Performance (Hangköltészeti előadás) | Bob Cobbinggal és Vujica R. Tucić-csal | performansz
- Novi Sad (Újvidék) – Szerbia | Tribina Mladih Galerija (Ifjúsági Tribün Galériája) | Phonopoemim | Slavica Grkavac kiállításának megnyitója – Tapiserije Jokastin kompleks (Iokaszté Komplexus faliszőnyeg) | performansz
- Párizs – Franciaország | UNESCO | Guerre a la guerre (Háború a háború ellen) | performansz
- Milánó – Olaszország | UNESCO | Guerra alla guerra (Háború a háború ellen) | performansz
- Párizs – Franciaország | UNESCO | Centre Georges Pompidou (Pompidou Központ) | Polyphonix 5 | performansz

1983
- Bécs – Ausztria | Wiener Festwochen (Bécsi Ünnepi Hetek) | Mandora 1. | performansz
- Zágráb – Horvátország | Galerija Suvremene Umjetnosti (Kortárs Művészetek Galériája) | Nova umjetnost u Srbiji 1970-1980 (Új Szerbiai Művészet 1970-1980)
- Belgrád – Szerbia | Dom Omladine (Ifjúsági Központ) | Oluja – po motivima Šekspira (A Vihar – Shakespeare műve alapján) | Slavica Grkavac kiállításának megnyitója – Tapiserije Jokastin kompleks (Iokaszté Komplexus faliszőnyeg) | performansz
- Belgrád – Szerbia | Dom Omladine (Ifjúsági Központ) | Magic Bread (Varázskenyér) | Paul Pignonnal | performansz

1984
- Glasgow – Egyesült Királyság |Third Eye Centre | Poetsound 1984 (Hangköltészeti fesztivál) | Mandora 1. | performansz
- Milánó – Olaszország | Cooperativa Intrapresa (Kulturális Szövetség) | Milanopoesia | performansz
- Szeged – Magyarország | József Attila Tudományegyetem | Mandora 1. | performansz
- Cogolin – Franciaország | Rencontres Internationales de Poésie Contemporaine (Nemzetközi Kortárs Költészeti Fesztivál) | Mandora 1. | performansz
- Belgrád – Szerbia | Kulturni Centar (Kultúrközpont) | Mandora 1. | performansz

1985
- Belgrád – Szerbia | Pozorište Magaza (Magaza Színház) | Mandora 2. | performansz
- Budapest – Magyarország | Lágymányosi Művelődési Otthon | Mandora 2. | performansz
- Budapest – Magyarország | Fővárosi Művelődési Ház | Alice | performansz
- Zemun (Zimony) – Szerbia | Festival Monodrame i Pantomime (Monodráma és Pantomim Fesztivál) | Mandora | performansz
- Novi Sad (Újvidék) – Szerbia | Kulturni Centar ‘Sonja Marinković’ (‘Sonja Marinković’ Kultúrközpont) | Tribina Mladih (Ifjúsági Tribün) | Mandora | performansz
- Stari Beče (Óbecse) – Szerbia | performansz

1988
- Szeged – Magyarország | JATE Klub | Polyphonix | performansz
- Budapest – Magyarország | Vigadó Kamaraterem | Hangár Est | Alice | performansz

1989
- Spoleto – Olaszország | O fortuna | performansz
- Nové Zámky (Érsekújvár) – Szlovákia | O fortuna | performansz

1990
- Novi Sad (Újvidék) – Szerbia | SPENS Sportski i Poslovni Centar Vojvodina (Vajdasági Szabadidő- és Sportközpont) | Otkrovenje (Megvilágosodás) | Pletl Zoltánnal | performansz
- Vác – Magyarország | Görög Templom | Ex-panzió 2. Fesztivál | Angyal | performansz

1993
- Szentendre – Magyarország | Dalmát pince | UHF Kisújrevue | performansz
- Szeged – Magyarország | JATE Klub | Alice | performansz
- Vác – Magyarország | Görög Templom | Expanzió 5. Fesztivál | performansz

1994
- Szeged – Magyarország | Performancia | Bitskey Lukáccsal | performansz

1995
- Marseille – Franciaország | Centre International de Poèsie (Nemzetközi Költészeti Központ) | Kassák | performansz

1996
- Marseille – Franciaország | Galerie Meyer (Meyer Galéria) | L’ agneau de Dieu et le double | (Isten Báránya és a hasonmása) | performansz
- Ajaccio, Korzika – Franciaország | L’ agneau de Dieu et le double (Isten Báránya és a hasonmása) | performansz

#### 2000-es évek
2002
- Novi Sad (Újvidék) – Szerbia | Kulturni Centar Novog Sada (Újvidéki Kulturális Központ) | INFANT Fesztivál | Fűketrec (Kavez od trave)

2003
- Novi Sad (Újvidék) – Szerbia | Kamerno Pozorište Muzike | Zenei Kamaraszínház | Interzone Fesztivál | Tesla – Project | performansz

2004
- Monza – Olaszország) | performansz
- Salerno – Olaszország) | performansz
- Novi Sad (Újvidék) – Szerbia) | Kamerno Pozorište Muzike (Zenei Kamaraszínház) | Interzone Fesztivál | Tesla – Project
- Budapest – Magyarország | A38 Hajó | Lomtalanítás | performansz
- Budapest – Magyarország | Ludwig Múzeum – Kortárs Művészeti Múzeum | Torony-Lomtalanítás | performansz

2005
- Terény – Magyarország | 17. Expanzió Fesztivál | Angyal | performansz

2006
- Budapest – Magyarország | Magyarországi Szerb Színház (Srpsko Pozorište u Mađarskoj) | Tesla – audiovizuális oratórium | performansz
- Otterlo – Hollandia | Kröller Müller Múzeum | Change Art | akció
- Amszterdam – Hollandia | Tesla | performansz
- Novi Sad (Újvidék) – Szerbia) | SPENS Sportski i Poslovni Centar Vojvodina (Vajdasági Szabadidő- és Sportközpont) | Vajdasági Feltalálók Szövetsége, TeslaFest | Tesla | performansz

2007
- Nové Zámky (Érsekújvár) – Szlovákia | Galéria Umenia | Művészeti Galéria | Gyakorlatok üres húrokon – Kassák-kód | performansz
- Budapest – Magyarország | Erlin Klub Galéria | Fűketrec | performansz
- Budapest – Magyarország | Mu Színház | Az Eszmélet szövedéke | Bajka Péterrel, Bern Atom Santival, Bereczky Eszterrel és Varga Zsófiával | performansz
- Verőce – Magyarország | Ekszpanzió XX Fesztivál | Tesla – audio-vizuális oratórium | performansz
- Szigliget – Magyarország | Magyar Alkotóművészeti Közalapítvány Alkotóháza | A József Attila Kör 18. irodalmi tábora | Az Eszmélet szövedéke | Bajka Péterrel, Bern Atom Santival, Bereczky Eszterrel és Varga Zsófiával) | performansz

2008
- Budapest – Magyarország | Petőfi Irodalmi Múzeum | A Szépírók Társasága V. őszi irodalmi fesztiválja – Nők a férfi birodalomban | Diptichon | Szkárosi Endrével | performansz
- Belgrád – Szerbia | Galerija ARTGET – Kulturni Centar Beograda (ARTGET Galéria – Belgrádi Kulturális Központ) | Költészet Világnapja | Tesla – Homo Galacticus | performansz
- Szigliget – Magyarország | A József Attila Kör 20. irodalmi tábora | Trip-ti-chon | Czapáry Veronikával | performansz
- Budapest – Magyarország | Irodalmi Centrifuga | Trip-ti-chon | Czapáry Veronikával | performansz

2009
- Visegrád – Magyarország | Mátyás Király Múzeum, tetőterasz | Ekszpanzió XXI Fesztivál | Kerub | performansz

2010
- Budapest – Magyarország | A22 Galéria | Papp Tibor kiállításának megnyitója | Óraköltemény | performansz
- Subotica (Szabadka) – Szerbia | Kosztolányi Dezső Színház | Tesla – Homo Galacticus | performansz
- Budapest – Magyarország | Millenáris Teátrum | Könyvfesztivál | Szabadkőműves szex | drMáriással | performansz
- Štaglinec – Horvátország | Voda – Water (Víz) Međunarodni Susret Umjetnika (Nemzetközi Művészeti Fesztivál) | Veliko spremanje (Nagytakarítás) | performansz
- Eger – Magyarország | Kis Zsinagóga Kortárs Galéria | artAlom élőművészeti fesztivál | Bukott angyalok | performansz
- Szeged–Subotica vasútvonal – Magyarország–Szerbia | Kultúrcsempész Sínbusz Fesztivál | megafonos felolvasás Virág Gáborral, Slobodan Tišmával, Lanczkor Gáborral, Tamara Šuškić-csal, Vladimir Kopicl-vel, Siniša Tucić-csal és Orcsik Rolanddal | performansz

2011
- Budapest – Magyarország | Műcsarnok | Preparababrakabaré | performansz
- Marseille – Franciaország | Musée d'Art Contemporain (Kortárs Művészetek Múzeuma) | Poésie Marseille 2011, 8ème Festival (8. Marseille-i Költészeti Fesztivál, 2011 | Le Grand Ménage (Nagytakarítás) | performansz
- Târgu Mureș (Marosvásárhely) – Románia | Teatrul Naţional, Sala Mică (Nemzeti Színház, Kisterem) | Testet öltött szavak rendezvény | Alice | performansz
- Budapest – Magyarország | Mu Színház | Ismeretlen kutatása improvizációs alkotóműhely | Hangmozdulat | Dombi Katival | performansz

2012
- Budapest – Magyarország | Magyar Írószövetség | XXIV. Ekszpanzió Fesztivál, "Idézet" Szimpozion és Kiállítás | Ásó, kapa, nagyharang | performansz
- Komárom – Magyarország | Monostori Erőd, Filmmúzeum | Mediawave 2012 Fesztivál | Nagytakarítás | performansz
- Łódź – Lengyelország | MS2 – Muzeum Sztuki w Łodzi (Lodzi Művészeti Múzeum) | Alicja w krainie kodów (Alice Kódországban) | performansz
- Budapest – Magyarország | VIII. ker., Pál u. 6. | Gödör bújócska – irodalom, zene, film, tánc, színház, beszélgetés | hangköltészeti performansz
- Ottawa – Kanada | City Hall Art Gallery | A B Series Workshop | Spring Cleaning (Nagytakarítás) | performansz
- Ottawa – Kanada | Arts Court Theatre | A B Series Workshop | Alice in Codeland (Alice Kódországban) | performansz[9]

2013
- Budapest – Magyarország | Óbudai Társaskör, Kassák Múzeum | Kassák Év | Alice Kódországban | performansz[10]
- Székesfehérvár – Magyarország | Vörösmarty Színház Stúdiószínpada | Kortárs Fesztivál | Alice Kódországban | performansz[11]

## Koncertek, Zenei fellépések (válogatás)
- Opatija / Abbázia (Horvátország), 1969: Jugoslovenska muzička tribina (Jugoszláv Zenei Tribün) (Ernő Király: Refleksija)
- Opatija (Horvátország), 1970: Jugoslovenska muzička tribina (Jugoszláv Zenei Tribün) (Ernő Király: Refleksija; Branimir Sakač: Bellatrix – Alleluja)
- Újvidék / Novi Sad (Szerbia), 1970: Muzika i Laboratorija (Zene és Laboratórium) (Király Ernővel)
- Eszék / Osijek (Horvátország), 1970: Annale komorne opere i baleta (Eszéki opera és balettszemle)
- Zágráb (Horvátország), 1971: Muzički biennale (Zenei Biennálé – Nemzetközi Kortárs Zenei Fesztivál) (MBZ Radionica/Workshop II Király Ernővel és másokkal; Kamarazene – Branimir Sakač: Bellatrix – Alleluja)
- Dubrovnik / Raguza (Horvátország), 1971: Dubrovačke ljetne igre (Dubrovniki Nyári Fesztivál) (ACEZANTEZ Együttes)
- Radenci (Szlovénia), 1971: Festival sodobne komorne glazbe (Kortárs Kamarazenei Fesztivál)
- München (Németország), 1972: (Az 1972-es Nyári Olimpia kulturális programja) (ACEZANTEZ Együttes)
- Radenci (Szlovénia), 1972: Festival sodobne komorne glazbe (Kortárs Kamarazenei Fesztivál) (ACEZANTEZ Együttes)
- Eszék / Osijek (Horvátország), 1972: Annale komorne opere i baleta (Eszéki opera- és balettszemle) (ACEZANTEZ Együttes)
- Novi Sad (Szerbia), 1972, ‘Radivoj Ćirpanov’ Munkásegyetem / Radnički Univerzitet ‘Radivoj Ćirpanov’ (ACEZANTEZ Együttes)
- Belgrád (Szerbia), 1972, Egyetemista Kultúrközpont / Studentski Kulturni Centar – Festival Expanded Media (Kibővített Média Fesztivál) (ACEZANTEZ Együttes)
- Belgrád (Szerbia), 1979, Szakszervezetek Háza / Dom Sindikata – BEMUS Belgrade Music Festival (Belgrádi zenei fesztivál): „Oratorio Profano“ (zeneszerző: Dušan Radić, vezényelt: Oskar Danon)
- Opatija (Horvátország), 1980: Jugoslovenska muzička tribina (Jugoszláv Zenei Tribün)
- Budapest (Magyarország), Spiritus Noister Csoport, 1996, 2002, 2004, 2007, 2008, 2009, 2010, 2011, 2012
- Budapest (Magyarország), Olasz Kultúrintézet / Istituto Italiano di Cultura, Avantgárd művészetek a világban: mi lett a sorsuk? Nemzetközi tanácskozás: "Futurdadama", Spiritus Noister, 2001
- Bécs (Ausztria), Spiritus Noister Csoport, 2004
- Szentendre (Magyarország), Spiritus Noister Csoport, 2009
- Szekszárd (Magyarország), Spiritus Noister Csoport, 2012

## Színházi munkája
- Jean-Paul Sartre: "Az altonai foglyok", r. Lányi István, Ifjúsági Tribün, Újvidék, 1963
- Sarkadi Imre: "Elveszett Paradicsom", r. Gellér Tibor, Petőfi Sándor Művelődési Egyesület, Újvidék, 1963
- Molière: "A képzelt beteg" (Béline), r. Ljubica Ravasi, Srpsko Narodno Pozorište (Szerb Népszínház), Újvidék, 1966 (vizsgaelőadás)
- Guelmino Sándor: "Özvegy", r. Vajda Tibor, Echo (az Újvidéki Rádió és az Ifjúsági Tribün színpada), 1969
- Tóth Ferenc (szövegíró)–Király Ernő (zeneszerző): Jób (Recitativo), r. ifj. Szabó István, Narodno Pozorište u Subotici (Szabadkai Népszínház), Szabadka, 1972
- Örkény István: "Macskajáték" (Ilus), r. Vajda Tibor, Újvidéki Színház, 1974
- Peter Weiss: "Mockinpott úr kínjai és meggyógyíttatása" (Első angyal/első ápolónő), r. Radoslav Dorić; Bambach Róbert, Újvidéki Színház, 1974
- Ödön von Horváth: "Mesél a bécsi erdő" (Emma), r. Bambach Róbert, Újvidéki Színház, 1975
- Csiky Gergely: "Mukányi" (Ella), r. Virág Mihály, Újvidéki Színház, 1976
- Valentin Katejev: "A kör négyszögesítése" (Tánya), r. Vajda Tibor, Újvidéki Színház, 1977
- Molière: "Don Juan" (Mári), r. Dušan Sabo, Újvidéki Színház, 1978
- Anton Pavlovics Csehov: "Három nővér" (Mása), r. Harag György, Újvidéki Színház, 1978
- Ödön von Horváth: "Mesél a bécsi erdő" (Emma), r. Telihay Péter, Újvidéki Színház, 1978
- Anton Pavlovics Csehov: "Cseresznyéskert" (Sarlotta Ivanovna), r. Harag György, Újvidéki Színház, 1979
- Tolnai Ottó: "Végeladás" (Csömöre felesége), r. Virág Mihály, Újvidéki Színház, 1979
- Hernádi Gyula: "V.N.H.M. – Szörnyek évadja", r. Jancsó Miklós, Gyulai Nyári Színház, Várszínház, Gyula, 1980
- Edward Albee: "Mindent a kertbe" (Cynthia), r. Vajda Tibor, Újvidéki Színház, 1980
- Angelo Beolco (Il Ruzzante): "A csapodár madárka", r. Radoslav Dorić, Újvidéki Színház, 1981
- Tolnai Ottó: "Bayer aszpirin" (Színésznő), r. Jancsó Miklós, Újvidéki Színház, 1981
- Deák Ferenc: "Nirvána" (Csontos Vali), r. ifj. Szabó István, Újvidéki Színház, 1981
- Bertolt Brecht: "Baal" (Emilie), r. Milan Belegišanin, Újvidéki Színház, 1983
- Kosztolányi Dezső: "Édes Anna" (Drumáné), r. Harag György, Újvidéki Színház, 1983
- Aleksandar Vvedenski: "Jelka kod Ivanovih (Ivanovék karácsonya) " (Puzirjova anya), r. Haris Pašović, Akademsko Pozorište „Promena”, 1983
- Majtényi Mihály: "Harmadik ablak" (Lódiné), r. Hernyák György, Újvidéki Színház, 1984
- Alfred Jarry: "Übü király" (Übü mama), r. Csizmadia Tibor, Újvidéki Színház, 1984
- Gobby Fehér Gyula: "A Duna menti Hollywood – multimédiás előadás Bosnyák Ernő életéről" (A báró szeretője), r. Vicsek Károly, Újvidéki Színház, 1985
- Ivo Brešan: "Anera" (Anéra), r. Dimitar Stankoski, Újvidéki Színház, 1985
- Peter Shaffer: "Equus" (Hesther Salamon), r. Vajda Tibor, Újvidéki Színház, 1985
- Howard Barker: "A Kastély" (Skinner), r. David Gothard, Szabadkai Népszínház, 1986
- Friedrich Dürrenmatt: "Az öreg hölgy látogatása" (Első asszony), r. Radoslav Dorić, Újvidéki Színház, 1986
- Örkény István: "Forgatókönyv" (Littkéné), r. Ljubisa Georgievski, Újvidéki Színház, 1986
- Edward Albee: "Kényes egyensúly" (Júlia), r. Virág Mihály, Újvidéki Színház, 1987
- Jordan Plevnes: "„R” " (Katerina), r. Ljubisa Georgievski, Újvidéki Színház, 1987
- Örkény István: "Tóték" (Tótné), r. Székely Gábor, Újvidéki Színház, 1987
- Samuel Beckett: "Ó, azok a szép napok!" (Winnie), r. Radoslav Lazić, Újvidéki Színház, 1988
- Johann Wolfgang von Goethe: "Clavigo" (Soffe), r. Vladimir Milcin, Újvidéki Színház, 1988
- Henrik Ibsen: "A hazaáruló" (Stockmann-né), r. Želimir Orešković, Újvidéki Színház, 1989
- Molnár Ferenc: "Liliom" (Muskátné), r. Babarczy László, Újvidéki Színház, 1990
- Tóth Ede: "A falu rossza, avagy a negyedik ablak" (Tarisznyásné), r. Hernyák György, Újvidéki Színház, 1990
- Tolnai Ottó: "Paripacitrom" (Krisztina), r. Tömöry Péter, Újvidéki Színház, 1991
- Marcel Achard: "A bolond lány" (Képviselőné), r. Vajda Tibor, Újvidéki Színház, 1991
- Bertolt Brecht: "Kurázsi mama és a gyermekei" (Kurázsi mama), r. Soltis Lajos, Újvidéki színház, 1991
- Jean Anouilh: "Női zenekar" (Cselló), r. Voja Soldatović, Újvidéki Színház, 1992
- Tersánszky Józsi Jenő: "Kakuk Marci" (Méltósága), r. Soltis Lajos, Újvidéki Színház, 1992
- Nádas Péter (szövegíró) – Vidovszky László (zeneszerző): "Találkozás" (Mária), r. Éry-Kovács András, Shure Studio, Budapesti Kamaraszínház, 1997
- Boris Vian: Venyigeszú és a Plankton (Léon-Charles Pharocq alfőmérnök), r. Csontos Róbert, Kolibri Színház, Budapest, 1997
- Seán O’Casey: Esti mese (Háztulajdonosnő), r. Kanda Pál, Független Színpad III társulata, Kolibri Pince, Budapest, 1998
- Najmányi László: "Adieu Monsieur Bloom – Cabaret Noire" (Nora Barnacle), r. Najmányi László, Les Fleurs du Mal, „The Thinking Man's Living Theatre”, Mu Színház, 2003
- Najmányi László: "A száműzött Joyce / The Exiled Joyce" (Nora Barnacle), r. Najmányi László, Bloomsday fesztivál, Szombathely, 2003
- Radoslav Zlatan Dorić: "Ne daj Bože, da se Srbi slože / Ne adj isten, szerbek egyesülnek" (Ruska), r. Radoslav Zlatan Dorić, Srpsko Pozorište u Mađarskoj / Magyarországi Szerb Színház, Budapest, 2004
- Najmányi László: "Nova Necropola. Cabaret Noire" (Nora Barnacle), r. Najmányi László, Mu Színház, Budapest, 2004
- Najmányi László: "Az igazi Blum" (Nora Barnacle), r. Najmányi László, ReJoyce fesztivál, Szombathely, 2004
- Baráthy György: "Origami" (Nő I), r. Baráthy György, Artéria Színházi Társaság, RS9 Stúdiószínház, Budapest, 2005

## Filmjei

### Játékfilmek
- "Eduard i Kunigunda (Eduárd és Kunigunda)" (Renato de Grandis zenés darabjának televíziós adaptációja), r. Petar Teslić (1972, szerb, Belgrádi TV 2) (Kunigunda)
- "Dübörgő csend", r. Szíjj Miklós (1977, magyar) (Eta)
- "Szetna, a varázsló", r. Rajnai András (1980, magyar) (Ízisz istennő)
- "Gulliver az óriások országában", r. Rajnai András (1980, magyar) (Udvarhölgy)
- "Aelita", r. Rajnai András (1980, magyar) (Iha)[12]
- "Atlantisz", r. Rajnai András (1980, magyar) (Atlantisz asszonya)
- Csehov: "Cseresznyéskert" (színházi felvétel televíziós változata), r. Harag György (1982, magyar, Újvidéki Televízió) (Sarlotta Ivanovna)
- Csehov: "Három nővér" (színházi felvétel televíziós változata), r. Harag György (1982, magyar, Újvidéki Televízió) (Mása)
- "A világkagyló mítosza", r. Rajnai András (1982, magyar)
- "Bábel tornya", r. Rajnai András (1982, magyar) (Lagalsza papnő)
- "Héroszok pokoljárása", r. Rajnai András (1982, magyar) (Anna)
- "Fajkutyák ideje", r. Vicsek Károly (1984, vajdasági film)
- "Ujed andjela (Angyalmarás)", r. Lordan Zafranović (1984, horvát) (Žena)
- "Késdobáló", r. Vicsek Károly (1984, jugoszláv – magyar)
- "Ekran sneži", r. Miljenko Dereta (1985, szerb)
- "Napóleon", r. Sólyom András (1989, magyar) (Leticia)
- "Granica (Határ)", r. Zoran Maširević (1990, jugoszláv – szerb – magyar)
- "Sex-partijski neprijatelj br. 1 – A szex az első számú pártellenség", r. Dušan Sabo (1990, boszniai) (Žuža)
- "A nagy fejedelem", r. Sós Mária (1997, magyar) (A tudós felesége)
- "A szivárvány harcosa", r. Havas Péter (2001, magyar) (Szófia néni – hang)
- "Kolorádó Kid", r. Vágvölgyi B. András (2010, magyar)
- "Berberian Sound Studio", r. Peter Strickland (2012, angol) (Feltámasztott Boszorkány)

### Rövidfilmek
- "Castrati – Heréltek", r. Moldován Domokos (1972, magyar, Balázs Béla Stúdió, Budapest)
- "O-Pus", r. Csernik Attila (1973) (Ladik Katalin hangprojektumával)
- "Csendélet hallal és más tragikus momentumokkal", r. Jánossy Natália (2005, magyar) (Agáta)
- "Deda Kovač – Kovač Apó", r. Milica Đjenić (2011, szerb, Beograd-Lajpcig Express) (Rozi)

### Énekbeszéd
- "Ahol kialszik a világ (készült Pilinszky János: Kalandozás a tükörben c. művéből)", r. Kismányoky Károly (1989, magyar, Pannónia Filmstúdió Budapest)
- "A párduc", (animációs rövidfilm Rilke versére), r. Fiáth András (1998, magyar)
- "Médea", (animációs filmtanulmány), r. Péterffy Zsófia (2007)
- "Örökre való / For Ever", (animációs rövidfilm), r. Riedl Katalin (2008-2010)

### Dokumentumjellegű
- "Tanuljunk magyarul", r. Vicsek Károly (1979, szerb-magyar, Újvidéki Televízió) (nyelvoktató televíziós sorozat)
- "Katalin Ladik – Bogdanka Poznanović" (1980, szerb-magyar, Akademija umetnosti Novi Sad) (portréfilm)
- "Monodráma születik", r. Radó Gyula (1981, magyar, Szegedi TV) (portréfilm)
- "Ez már nem én vagyok", r. Radó Gyula (1982, magyar, Szegedi TV) (portréfilm)
- "Krleža u videomedijima 5.: TV-usporedbe Adam i Eva (Krleža a vizuális médiumban 5.: Adam és Éva: Televíziós összehasonlítás)", r. Mario Fanelli (1984, horvát dokumentumfilm-sorozat, Zágrábi TV) (közreműködő – Éva)
- "Bukott angyal", r. Hartyándi Jenő (1992, magyar-szerb, Mediawave) (performansz-felvétel)
- Valahol Közép-Európában, r. Grencsó István, Hartyándi Jenő (1993, magyar-szerb) (dokumentumfilm)
- Amarissima: Katalin Ladik i novosadska umetnička scena sedamdesetih (Amarissima: Katalin Ladik és az újvidéki művészet a hetvenes években ), r. Milica Mrđa-Kuzmanov, (1999, szerb), (dokumentumfilm Ladik Katalin művészetéről)
- "Százféle szerelem", (portréfilm Saáry Éváról), (2002, magyar) (Saáry Éva verseit felolvassa: Ladik Katalin)
- "A sikoly ars poétikája – Ladik Katalin portréfilm", r. Szilágyi Kornél (2012, magyar)

### Íróként
- "Sámán", r. Zolnay Pál (1977, magyar, József Attila, Nagy László, Weöres Sándor és Ladik Katalin versei felhasználásával írta Zolnay Pál)
- "Behind the Eye (A szem mögött)", r. Kovács Sebő (1999, magyar, Ladik Katalin: Vers a szerelmes piócáról című művéből)

## Hangjátékok

### Író és előadó
- "Furcsa, aki darazsakról álmodik", (1982, Magyar Rádió Budapest, Avanesian Alex, Katona Imre József és Ladik Katalin)
- "Furcsa, aki darazsakról álmodik", (1985, Újvidéki Rádió, Vajda Tibor és Ladik Katalin)
- "Bukott angyalok", (1992, Újvidéki Rádió, Vajda Tibor)
- "Fűketrec", (2002, Újvidéki Rádió, Vajda Tibor és Ladik Katalin)
- "Tesla project", (2003, Újvidéki Rádió, Vajda Tibor)
- "Élhetek az arcodon?" (Saját maga), Magyar Rádió, dramaturg: Cseicsner Otília rendező: Szilágyi Kornél (2012)

### Szerepek hangjátékokban
- Bertolt Brecht: "Az árja-kaszt magánélete" (más címen: "Rettegés és ínség a Harmadik Birodalomban") (a Nő szerepében), r. Gellér Tibor, Újvidéki Rádió, 1963
- Miodrag Djurdjević: "A csavargó meg ők ketten" (a Lány szerepében), r. Varga István, Újvidéki Rádió, 1963
- Gyárfás Miklós: "Kisasszonyok a magasban – Férfiaknak tilos" (Júlia, aki még alig kisasszony szerepében), r. Gellér Tibor, Újvidéki Rádió, 1964
- Kopeczky László: "Harangszó előtt" (Flóra szerepében), r. Varga István, Újvidéki Rádió, 1964
- Leon Kruczkowski: "A kormányzó halála" (Szilvia szerepében), (adapt. Horovitz Iván), r. Varga István, Újvidéki Rádió, 1964
- Mikhail Tonecki: "Találka a „Mese” kávéházban" (a Pincérlány szerepében), r. Gellér Tibor, Újvidéki Rádió, 1964
- Herceg János: "Mindenkinek van egy álma" (közreműködő), r. Gellér Tibor, Újvidéki Rádió, 1965
- Aleksandar Obrenović: "A tegnapi nap" (közreműködő), r. Varga István, Újvidéki Rádió, 1966
- Erskine Caldwell: "Asszonyi sorsok" (Vicky szerepében), (adapt. Jasmina Egrić), r. Gellér Tibor, Újvidéki Rádió, 1966
- Miroslav Mitrović: "Még szemerkél az eső" (bemondó), r. Gellér Tibor, Újvidéki Rádió, 1966
- Momo Kapor: "III. Olivér teremőre" (közreműködő), r. Gellér Tibor, Újvidéki Rádió, 1966
- Dušan Raksandić: "Muratról, Pepekről, Angyeláról és rólam" (A professzor felesége szerepében), r. Gellér Tibor, Újvidéki Rádió, 1967
- Günter Eich: "Carmilla meg én" (közreműködő), r. Szilágyi László, Újvidéki Rádió, 1967
- Marguerite Duras: "Andesmas úr délutánja" (Valéria szerepében), (adapt. Milan Topolavčki) r. Szilágyi László, Újvidéki Rádió, 1967
- Miloslav Stehlik: "Bizalomvonal" (a Telefonos kisasszony szerepében), r. Varga István, Újvidéki Rádió, 1967
- Sead Fetahagić: "Körbe, körbe, karikába" (Mira szerepében), r. Varga István, Újvidéki Rádió, 1967
- Alessandro de Stefani: "Csónak jön a tavon" (Anna Marabini szerepében), (adapt. Horovitz Iván) r. Szilágyi László, Újvidéki Rádió, 1968
- Michal Tonecki: "Az ötödik" (a Lány szerepében), r. Barlay Gusztáv, Újvidéki Rádió, 1968
- Sulhóf József (szövegíró), összeáll. Király Ernő: "Tavaszi bokréta dalest" (konferál Ladik Katalin), Újvidéki Rádió, 1968
- Szabó Magda: "A rab" (Kazinczy Zsuzsanna szerepében), r. Marton Frigyes, Újvidéki Rádió, 1968
- Aldo Nicolai: "Éljen az ifjú pár!" (a Nő szerepében), r. Vajda Tibor, Újvidéki Rádió, 1969
- Deák Ferenc: "Apoteózis" (recitatívo) (közreműködő), r. Vajda Tibor, Újvidéki Rádió, 1969
- Palotai Boris: "Öröklakás" (Klára szerepében), r. Szilágyi László, Újvidéki Rádió, 1969
- Saffer Pál: "A csend" (Lidia), r. Vajda Tibor, Újvidéki Rádió, 1970
- Fejes Endre: "Vigyori" (A Lány szerepében), r. Varga István, Újvidéki Rádió, 1970
- Eugène Ionesco: "A kopasz énekesnő", r. Szilágyi László, Újvidéki Rádió, 1970
- Majtényi Mihály: "A száműzött" (Sibylla szerepében), r. Varga István, Újvidéki Rádió, 1971
- Gerich Endre Művészestje: "Azért is maradok...!", (közreműködő) r. Szilágyi László, Újvidéki Rádió, 1971
- Silvia Andrescu – Theodor Manescu: "Ismeretlen kedvesem" (a Lány szerepében), r. Vajda Tibor, Újvidéki Rádió, 1971
- Alekszander Szolzsenyicin: "Gyertyaláng a szélben" (Anni szerepében), r. Benedek Árpád, Újvidéki Rádió, 1972
- "És mi lesz tavasszal" (kabaré) (közreműködő), r. Marton Frigyes, Újvidéki Rádió, 1972
- Mirjana Buljan: "Jasna naplója" (Jasna szerepében), r. Szilágyi László, Újvidéki Rádió, 1973
- Svetislav Ruškuc: "A hetvennyolcas fordulatszámú ajtó" (a Lány szerepében), r. Varga István, Újvidéki Rádió, 1973
- Dušan Iljić: "Beutazni a földet" (Szitakötő (leányka) szerepében), r. Dr. Cserés Miklós, Újvidéki Rádió, 1976
- "Társult humor éve" (fellépő), r. Bambach Róbert, Újvidéki Rádió, 1976
- "Szellemet idézünk!" (közreműködő), r. Turián György, Újvidéki Rádió, 1977
- "Vidám est" (közreműködő), r. Sántha Sándor, Újvidéki Rádió, 1977
- Bosnyák István: "Szemben a bíróval" (hangjáték-sorozat) (Ruth szerepében), r. Varga István, Újvidéki Rádió, 1978
- Henrik Bardijewski: "Kis komédia" (I. hölgy szerepében), r. Vajda István, Újvidéki Rádió, 1978
- Nemes László: "Szerencseszerződés" (adapt. Borbély János) (hangjáték-sorozat), r. Slobodan Majak, Újvidéki Rádió, 1985
- Tolnai Ottó: "Bayer aszpirin" (Színésznő), r. Lehoczky Orsolya, Magyar Rádió, 1997
- Iris Disse: "Álmodott idő – 1956", (Marika, a szerző alteregója), r. Iris Disse, Kossuth Rádió, 2007

## Alkotások állandó gyűjteményekben
- Barcelona (Spanyolország): (MACBA) Barcelonai Kortárs Művészetek Múzeuma / Museu d’Art Contemporani de Barcelona (18 kollázs: vizuális költemények és kották, 1971-1978)
- Budapest (Magyarország): Petőfi Irodalmi Múzeum (9 vizuális költemény – gépírott szöveg papíron, fotó, kollázsok kartonpapíron, illetve kollázsok kottából, 1976-1977; Aki miatt a harang szól – Kassák Lajos emlékére, kollázs, 1987)
- Belgrád (Szerbia): Belgrádi Kortárs Művészetek Múzeuma / (MSUB) Muzej Savremene Umetnosti, Beograd (Poemim fotó, 1978)
- New York (USA): MoMa, Modern Művészetek Múzeuma / MoMa, The Museum of Modern Art (Novi Sad Project / Újvidéki Project dokumentációja, Wow Zágrábi különszáma, 1975)
- Budapest (Magyarország): Ludwig Múzeum (fotók, Poemim képsorozat)
- Bécs (Ausztria): Kontakt Gyűjtemény – Az Erste Csoport Művészeti Gyűjteménye / Kontakt – Die Kunstsammlung der Erste Group (Az “Ausgewählte Volkslieder” sorozat 5 darabja (1973-1975); 5 további vizuális költemény és kotta; 12 művészi bélyeg; a Change Art 48 fennmaradt fotója – performansz-dokumentáció, 1975; a Phonopoetica kislemez két példánya, 1976)
- Horvátország – Marinko Sudac magángyűjteménye (fotódokumentáció, gramofonlemez, 1968-1989)
- Miami (USA): Sackner Archívum: Vizuális és Konkrét Költemények / Sackner Archive of Visual and Concrete Poetry (4 képeslap – mail-art – valamint dokumentáció, 1977-1981)
- Belgrád (Szerbia): Trajković gyűjtemény (Blackshave – Zágrábi performansz, fotódokumentum, 1978)
- Chicago (USA): A Chicagói Művészeti Intézet Iskolája / School of the Art Institute of Chicago – Joan Flasch Artist’s Book Collection (Joan Flasch művészkönyv-gyűjteménye), (Poetical Objects of the Urbanical Environment (A városi környezet költői tárgyai), 1976)

## Kiállítások
1973
- Belgrád (Szerbia), Egyetemista Kultúrközpont Galériája / Galerija Studentskog Kulturnog Centra

 1974
- Pécs (Magyarország), Műszaki Egyetem, (Bosch+Bosch csoport)

 1975
- Zágráb (Horvátország), Egyetemista Központ Galériája / Galerija Studentskog Centra: "Eksperimenti u modernoj jugoslovenskoj umjetnosti" (Kísérletek a modern jugoszláv művészetben)
- Belgrád (Szerbia), Egyetemista Kultúrközpont / Studentski Kulturni Centar: "Festival Expanded Media" (Kibővített Média Fesztivál)
- Bécs (Ausztria), Képzőművészeti Akadémia / Akademie der Bildenden Künste: "Aspekte – Gegenwärtige Kunst aus Jugoslawien" (Aspektusok – Jugoszláv Kortárs Művészet) (Bosch+Bosch csoport)
- Utrecht (Hollandia), ‘T Hoogt Galéria / Galerie ‘T Hoogt: "Internationale visuele poëzie" (Nemzetközi vizuális költészet)
- Amszterdam (Hollandia), Van Gogh Múzeum: "Vizuele poëzie" (Vizuális költemények)

 1976
- Újvidék / Novi Sad (Szerbia), Ifjúsági Központ – Művészeti Galéria / Likovni Salon Tribine Mladih
- Brüsszel (Belgium), Királyi Művészeti Akadémia / Rijkscentrum Hoger Kunstonderwijs: "Internationale Vizuele Poëzie" (Nemzetközi vizuális költészet)
- Zágráb (Horvátország), Kortárs Művészetek Galériája / Galerija Suvremene Umjetnosti, (Bosch+Bosch csoport)
- Mildura (Ausztrália), Mildurai Művészeti Központ / The Mildura Arts Centre: "Mask Show"
- Varsó (Lengyelország), Kortárs Galéria / Galeria Współczesna: "Nowoczesna Sztuka Jugoslawii" (Modern jugoszláv művészet)
- Belgrád (Szerbia), Kortárs Művészetek Múzeuma Szalon / Salon Muzeja Savremene Umetnosti, (Bosch+Bosch csoport)
- Zágráb (Horvátország), Fényképészeti, Filmes és Televíziós Központ / Centar za fotografiju, film i televiziju: (vizuális költemények, kollázsok)

1977
- Nagybecskerek / Zrenjanin (Szerbia), Kulturális Központ / Kulturni Centar: (vizuális költemények, kollázsok)
- Zágráb (Horvátország), Kulturális és Információs Központ / Centar za Kulturu i Informacije: (vizuális költemények, kollázsok)
- Amszterdam (Hollandia), Stedelijk Múzeum: "Tekst in Geluid" (A Szöveg Hangban), (vizuális költemények, kollázsok)
- Rotterdam (Hollandia), Művészeti Akadémia / Academie van Beeldende Kunsten: (vizuális költemények, kollázsok)
- Kranj (Szlovénia), Prešeren Ház – Galéria / Galerija v Prešernovi hiši: „westeast” (nyugatkelet) (vizuális költemények, kollázsok)

1978
- Kassel (Németország), Kasseli Régió Magisztrátusi Hivatala / Der Magistrat der Stadt Kassel: "Subject – Art – Artificial" (Tárgy – Művészet – Műviség)
- Nápoly (Olaszország), Kísérleti Központ, Nápoly / Centro Experimenta Napoli
- Škofja Loka (Szlovénia): „westeast” (nyugatkelet)
- Velence (Olaszország), La Biennale di Venezia 1978 (1978-as Velencei biennálé), "Materializzazione del linguaggio" (A nyelv anyagiasítása): (vizuális költemények, kollázsok)
- Zágráb (Horvátország): Kortárs Művészetek Galériája / Galerija Suvremene Umjetnosti: "Nova umjetnička praksa 1966-1978" (Új művészeti gyakorlat 1966-1978)
- Firenze (Olaszország), Palazzo Strozzi: "6. Biennale Internationale della Grafica d’Arte" (6. Nemzetközi Vizuális Művészeti Biennálé)
- Amszterdam (Hollandia), Rubberplatz: "Rubber" (Gumi)
- Würzburg (Németország), Handpresse grafikai műhely galériája / Handpresse Galerie: "Kunstrand-Randkunst" (Peremművészet – Művészetperem)
- Mantova (Olaszország), Casa del Mantegna: "Mantua Mail"
- Kranj (Szlovénia): „westeast” (nyugatkelet)
- Ljubljana (Szlovénia): „westeast” (nyugatkelet)
- Zágráb (Horvátország): „westeast” (nyugatkelet)
- Belgrád (Szerbia): „westeast” (nyugatkelet)

1979
- Stuttgart (Németország): „Mail Art Exhibition” (Mail Art kiállítás)
- Sydney (Ausztrália), Wentworth Épület, Sydney Egyetem / Wentworth Building, University of Sydney: "Art Core Meltdown" (Művészeti Zónaolvadás)
- Budapest (Magyarország), Fiatal Művészek Klubja: (vizuális költemények, kollázsok)
- Alessandria (Olaszország), Modern Művészeti Galéria / Galleria D’Arte Nuova: "Trans-P-Art"
- Montréal (Kanada): "Mail Art"
- Recife (Brazília): "Unicap-Mail-Art Exhibition" (Unicap-Mail-Art Kiállítás)
- Kranj (Szlovénia): „westeast” (nyugatkelet)
- Ljubljana (Szlovénia): „westeast” (nyugatkelet)
- Zágráb (Horvátország): „westeast” (nyugatkelet)
- Belgrád (Szerbia): „westeast” (nyugatkelet)

1980
- Párizs (Franciaország), Pompidou Központ / Centre Georges Pompidou: "Rencontres Internationales de poésie sonore" (Nemzetközi Hangköltészeti Fesztivál)
- Rennes (Franciaország), Kulturális Központ / Maison de la Culture: "Rencontres Internationales de poésie sonore" (Nemzetközi Hangköltészeti Fesztivál)
- Le Havre (Franciaország), Kulturális Központ / Maison de la Culture: "Rencontres Internationales de poésie sonore" (Nemzetközi Hangköltészeti Fesztivál)
- Utrecht (Hollandia), ‘T Hoogt Galéria / ‘T Hoogt Galerie: "Magyar Műhely – D’Atelier" (vizuális költemények, kollázsok)
- Kranj (Szlovénia): „westeast” (nyugatkelet), (vizuális költemények, kollázsok)
- Ljubljana (Szlovénia): „westeast” (nyugatkelet), (vizuális költemények, kollázsok)
- Zágráb (Horvátország): „westeast” (nyugatkelet), (vizuális költemények, kollázsok)
- Belgrád (Szerbia): „westeast” (nyugatkelet), (vizuális költemények, kollázsok)
- Újvidék / Novi Sad (Szerbia), Ifjúsági Tribün Galériája / Galerija Tribine Mladih: "A Képes Ifjúság jubiláris tárlata" (vizuális költemények, kollázsok)

1982
- Belgrád (Szerbia), Kortárs Művészetek Múzeuma / Muzej Savremene Umetnosti: "Verbo-voko-vizuelno u Jugoslaviji 1950-1980" (Jugoszláv Verbo-Voco-Vizuális Művészet 1950-1980) (vizuális költemények, kollázsok)
- Novoli (Olaszország), Költészeti Laboratórium / Laboratorio de Poesia: "Figura partitura" (Kotta) (vizuális költemények, kollázsok)
- Róma (Olaszország): "Mostra internationale di arte postale Montecelio" (Monteceliói nemzetközi mail art szemle) (vizuális költemények, kollázsok)

1983
- Belgrád (Szerbia), Kortárs Művészetek Múzeuma / Muzej Savremene Umetnosti: "Nova umetnost u Srbiji 1970-1980" (Új Szerbiai Művészet 1970-1980) (vizuális költemények, kollázsok)
- Zágráb (Horvátország), Kortárs Művészetek Galériája / Galerija Suvremene Umjetnosti: "Nova umetnost u Srbiji 1970-1980" (Új Szerbiai Művészet 1970-1980) (vizuális költemények, kollázsok)
- Pristina (Koszovó), Művészeti Galéria / Galerija Umetnosti: "Nova umetnost u Srbiji 1970-1980" (Új Szerbiai Művészet 1970-1980) (vizuális költemények, kollázsok)
- Róma (Olaszország), Lavatoio Contumaciale (Kulturális Szövetség): "Figura partitura" (Kotta) (vizuális költemények, kollázsok)
- Brescia (Olaszország), Mompianói Közösségi és Kulturális Központ / Centro Socio-Culturale di Mompiano: "Figura partitura" (Kotta) (vizuális költemények, kollázsok)
- (Mexikó): "Yugoslav Movimientos de Vanguardia" (Jugoszláv avantgárd művészeti mozgalmak)
- Belgrád (Szerbia): „westeast” (nyugatkelet), (vizuális költemények, kollázsok)

1984
- Belgrád (Szerbia), Ifjúsági Központ Galériája / Galerija Doma Omladine: "Vokovizuelno" (vizuális költemények, kollázsok)
- Szabadka / Subotica (Szerbia): Yugoslavia: Likovni susret (Jugoszlávia: Művészeti találkozások) "Likovno stvaralaštvo 1944-1984" (Vizuális művészetek 1944-1984) (vizuális költemények, kollázsok)

1985
- Ljubljana (Szlovénia), Modern Galéria / Moderna galerija: "Međunarodna likovna zbirka Junij" (Júniusi Nemzetközi Műgyűjtemény) (vizuális költemények, kollázsok)

1987
- Xalapa, Veracruz (Mexikó), ’Ramón Alva de la Canal’ Galéria / Galeria Ramón Alva de la Canal: Segunda Bienal Internacional de Poesía Visual y Alternativa en México (Második mexikói nemzetközi vizuális és alternatív költészeti biennálé)

2005
- Stuttgart (Németország), Württembergi Művészeti Szövetség / Württembergischer Kunstverein: "On Difference 1 – Local Contexts – Hybrid Spaces" (A Különbségről 1.: Helyi kontextusok – hibrid terek) (Kurátorok: Iris Dressler és Hans D. Christ)

2006
- Otterlo (Hollandia), Kröller Müller Múzeum: Living Art on the Edge of Europe (Élő művészet Európa peremén) (Bosch+Bosch csoport) (Kurátor: Nathalie Zonnenberg)
- Újvidék / Novi Sad (Szerbia), Vajdasági Kortárs Művészetek Múzeuma / Muzej Savremene Umetnosti Vojvodine: "Remek dela savremene srpske umetnosti od 1968 (A kortárs szerb művészet mesterművei 1968 óta)" (Kurátor: Slavko Timotijević)

2007
- Belgrád (Szerbia), Kortárs Művészetek Múzeuma / Muzej Savremene Umetnosti: "Kontakt Beograd" – Munkák az Erste Bank Group Gyűjteményéből: „Vizuális költemények – kották” (vizuális költemények, kollázsok) (Kurátorok: Walter Seidl, Jiří Ševčík, Branka Stipančić)
- Szentendre (Magyarország), Szentendrei Képtár: "Kis magyar performance-történet" (a performanszok fotó-dokumentációja + hanglemezen: "Phonopoetica") (Kurátor: Antal István)

2008
- Dunaújváros (Magyarország), Kortárs Művészeti Intézet: Munkák az Erste Bank Group Gyűjteményéből: „Vizuális költemények – kották” (vizuális költemények, kollázsok) (Kurátorok: Hegyi Dóra, Zólyom Franciska)
- Karlsruhe (Németország), Badeni Művészeti Szövetség / Badischer Kunstverein: "Why Here Is Always Somewhere Else" (Miért van az itt mindig valahol máshol) (Kurátorok: Alenka Gregorič, Antonia Majaca, Vit Havranek, a Prelom Kolektiv)
- Minneapolis (USA), Midway Kortárs Művészet / Midway Contemporary Art: "Mapping of Social and Art History of Novi Sad" (Újvidék társadalmi és művészeti történetének feltérképezése) (Kurátorok: Zoran Pantelić és Kristian Lucic)

2009
- Barcelona (Spanyolország), Kortárs Művészetek Múzeuma / MACBA Museu d’Art Contemporani de Barcelona: "Time as Matter" (Az Idő mint Anyag), „Vizuális költemények – kották” (vizuális költemények, kollázsok) (Kurátor: Bartomeu Marí)
- Bécs (Ausztria), MUMOK Modern Művészetek Múzeuma – Ludwig Alapítvány / MUMOK Museum Moderner Kunst – Stiftung Ludwig: "Gender Check – Rollenbilder in der Kunst Osteuropas (Férfiasság Kelet-Európa művészetében)" (fotó: "A sikoltozó lyuk", 1979) (Kurátor: Bojana Pejić)

2010
- Varsó (Lengyelország), Zachęta Nemzeti Művészeti Galéria / Zachęta Narodowa Galeria Sztuki: "Płeć? Sprawdzam! Kobiecość i męskość w sztuce Europy Wschodniej (Gender Check –Femininity and Masculinity in the Art of Eastern Europe / Férfiasság és nőiesség Kelet-Európa művészetében)" (fotó: "A sikoltozó lyuk", 1979) (Kurátor: Bojana Pejić)
- Újvidék / Novi Sad (Szerbia), Vajdasági Kortárs Művészetek Múzeuma / Muzej Savremene Umetnosti Vojvodine (MSUV): Retrospektivna Izložba 1962–2010. Moć Žene: Katalin Ladik (Retrospektív Kiállítás 1962–2010 Egy nő ereje: Ladik Katalin) (Kurátor: Dragomir Ugren)

2011
- Székesfehérvár (Magyarország), Volksbank Galéria: Ladik Katalin Retrospektív Kiállítása 1962–2010: Gyökér és Szárny
- Zagráb (Horvátország), Gliptotéka Művészeti Galéria / Gliptoteka HAZU: Branimir Donat i vizualna poezija (Branimir Donat és a vizuális költészet) (a Marinko Sudac gyűjtemény szervezésében)
- Fiume / Rijeka (Horvátország), Galeb (Sirály) hadihajó / Brod Galeb: Područje zastoja: Aktivistička umjetnost iz Kolekcije Marinko Sudac (Leállás: Aktivista művészet a Marinko Sudac gyűjteményből) (a Marinko Sudac gyűjtemény szervezésében)
- Vancouver (Kanada), Audain Galéria, Woodward’s, Simon Fraser Egyetem / Audain Gallery, SFU Woodward’s: Kontakt: Conceptual Art From Ex-Yugoslavia (Konceptuális művészet a volt Jugoszlávia területéről) (vizuális költemények, kollázsok) (Kurátorok: Walter Seidl és Sabine Bitter)
- Vitoria-Gasteiz (Spanyolország), Montehermoso Kulturális Központ / Centro Cultural Montehermoso: Re.Act.Feminism – A Performing Archive (Performansz-archívum) (Kurátorok: Bettina Knaup and Beatrice Ellen Stammer)
- Belgrade (Serbia), "Parobrod" (Gőzhajó) Kulturális Intézet / UK (Ustanova Kulture) "Parodbrod": Kolekcija Trajković": "Konceptualna umetnost u regionu (Trajković gyűjtemény: A régió konceptuális művészete)" (a Fond Kolekcija Trajković (Trajković gyűjtemény alapítvány) szervezésében)

2012
- Gdańsk (Lengyelország), Wyspa Művészeti Intézet / Instytut Sztuki Wyspa: Re.Act.Feminism – A Performing Archive (Performansz-archívum) (Kurátorok: Bettina Knaup and Beatrice Ellen Stammer)
- Belgrád (Szerbia), A Jugoszláv Történelem Múzeuma / Muzej istorije Jugoslavije: Kolekcija Trajković: Lična svita (A Trajković gyűjtemény: Személyi kíséret) (a Fond Kolekcija Trajković (Trajković gyűjtemény alapítvány) és a Muzej istorije Jugoslavije (Jugoszláv Történelem Múzeuma) szervezésében)
- Budapest (Magyarország), Magyar Írószövetség: Ekszpanzió XXIV Fesztivál "Idézet" Szimpozion és Kiállítás (fotók) (Kurátor: Köpöczi Rózsa)
- Zágráb (Horvátország), Miroslav Kraljević Galéria / Galerija Miroslav Kraljević: Re.Act.Feminism – A Performing Archive (Performansz-archívum) (Kurátorok: Bettina Knaup and Beatrice Ellen Stammer)
- Łódź (Lengyelország), MS2 – Łódź-i Művészeti Múzeum / MS2 – Muzeum Sztuki w Łodzi: Sounding the Body Electric. Experiments in Art and Music in Eastern Europe 1957-1984 (A villamos test hangjai: Művészeti és zenei kísérletek Kelet-Európában 1957-1984) (vizuális zenei költemények) (Kurátorok: David Crowley, Daniel Muzyczuk)
- Roskilde (Dánia), Kortárs Művészetek Múzeuma / Museet for Samtidskunst: Re.Act.Feminism – A Performing Archive (Performansz-archívum) (Kurátorok: Bettina Knaup and Beatrice Ellen Stammer)
- Budapest (Magyarország), Ludwig Múzeum: A hős, a hősnő és a szerző (július 6. – október 21.) (Poemim, fotók) (Kurátor: Timár Katalin)
- Tallinn (Észtország), Tallinni Műcsarnok / Tallinna Kunstihoone: Re.Act.Feminism – A Performing Archive (Performansz-archívum) (augusztus 29. – szeptember 30.) (Kurátorok: Bettina Knaup and Beatrice Ellen Stammer)